# Брацлав
 Тази статия е за града в Украйна.  За града в Беларус вижте Браслав.  
Бра́цлав (на украински: Брацлав; на полски: Bracław) е селище от градски тип в Немировски район, Виницка област, Украйна. Разположен на десния бряг на река Южен Буг. Към 2017 г. има 5410 жители.

## История
Споменава се за първи път през XIV век. Бил е укрепен град със земни валове и замък, разрушен през 1552 г. от кримския хан Девлет I Герай. По време на полското владичество е административен център на Брацлавското войводство в рамките на Жечпосполита. През 1654 г. преминава за кратко във владение на запорожкото казачество, но след смъртта на хетмана Богдан Хмелницки градът отново преминава в състава на Полско-литовската уния. Едва след второто разделяне на Полша през 1793 г. градът влиза в състава на Русия.
В Руската империя Брацлав е център на уезд. Според статистика от 1896 г. градът е имал 6277 жители, от които православни 41,5%, старообредци 12%, католици 7%, лютерани 0,3% и 39,2% евреи. Според статуса си жителите са били 3,3% дворяни, 0,9% търговци, граждани 87,5%, селяни 0,7%, военни 5,6% и 0,6% чужденци. Градът е имал 856 къщи, 2 православни църкви, католически храм и синагога, 6 еврейски молитвени домове, 5 мелници, 2 тухларни, печатница и др., както и градско училище до втори прогимназиален клас.
В Съветския съюз от 30 декември 1922 г. е в състава на Украинската ССР. По време на Втората световна война градът попада под нацистка окупация през юли 1941 г. и веднага е създадено гето за евреите от града и района, които по-късно са прехвърлени в концлагер в Печора. През 1942 г. тук са създадени 2 нови лагера за принудителен труд, в които са депортирани евреи от други части на Украйна и Румъния.
След разпадането на СССР, от 24 август 1991 Брацлав е в състава на независима Украйна.

## Население
През годините числеността на населението е била:
- 1897 – 7863 д.
- 1926 – 7791 д.
- 1939 – 3974 д.
- 1959 – 3964 д.
- 1989 – 6386 д.
- 2012 – 5631 д.

В града и околностите винаги са живели много евреи. През 1596 г., по време на въстанието на Северин Наливайко, много евреи и поляци са били избити. През 1648 г. казаците превземат града и унищожават всички евреи. През 1664 г. при нападението си руснаците избиват всички поляци и евреи.
През 1896 г. в града са живели 2460 евреи. През 1926 тук живеят 3902 украинци, 1840 евреи, 1808 руснаци (основни старообредци) и 247 поляци. През 1939 г. населението е 2411 украинци, 1010 евреи, 259 руснаци и 164 поляци. От преброяването през 2001 г. населението се определя като 90% украинци, 7% руснаци и 1% поляци.

## Личности
- Нахман, 1772 – 1810 – равин, хасидист
- Иван Волошенюк, 1938 – украински писател и публицист

## Галерия
- Църквата в Брацлав, началото на ХХ век
- Брацлав и река Южен Буг, изоставена воденица
- изоставена воденица
- Катедрала Божията майка (1884)
- Мемориал на жертвите от холокоста
- Паметник на пълководеца Данила Нечай
- Църквата „Свети Николай“
- Бивша аптека
- Кметството
- Гимназия
- Еврейско гробище край река Буг
- Еврейско гробище край река Буг